# Kwala Besar
Kwala Besar is een bestuurslaag in het regentschap Langkat van de provincie Noord-Sumatra, Indonesië. Kwala Besar telt 1197 inwoners (volkstelling 2010).